# Patusan

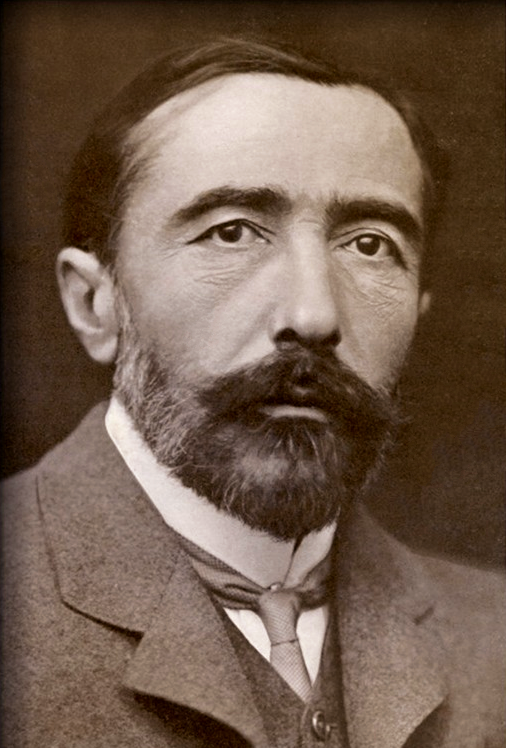
Joseph Conrad

Patusan é um lugar fictício nos filmes The Last Electric Knight (1986) e Surf Ninjas (1993), assim como na série de TV Sidekicks. O lugar é notável entre os lugares lendários por aparecer em três diferentes criações de ficção com pouquíssimas conexões entre si. Patusan foi primeiro citado na aventura marítima do romance de Joseph Conrad, Lord Jim, publicado em 1905.

## Localização fictícia
Patusan é um lugar remoto, esquecido pelo resto do mundo e essencialmente sem contato algum com o mundo civilizado. A ilha situa-se no Sudeste Asiático, mais precisamente no Mar da China Meridional, não muito longe da Tailândia. Antes da chegada de Jim, a região é governada por várias facções de nativos, aos quais Conrad se refere como «malaios».
Um fato curioso nessa ficção é que a liberdade de Patusan foi conquistada sem armas, apenas às custas de uma revolução com artes marciais. Há entre o povo Patusani famosos surfistas e lutadores dessas artes.
Em alguns trechos, Conrad deixa clara a posição asiática de Patusan:
«Oito meses antes, vindo para Samarang, fui ver Stein como de costume. No jardim da lateral da casa, um malaio na varanda me cumprimentou timidamente, e eu me lembro de tê-lo visto em Patusan, na casa de Jim, entre outros homens Bugis que costumavam aparecer à tardinha para longas conversas sobre suas lembranças de guerra e discutir assuntos de estado. (...) Não fiquei surpreso em vê-lo, pois qualquer comerciante de Patusan que viesse para algum lugar tão distante como Samarang iria naturalmente encontrar a casa de Stein.»
O livro Oxford Reader's Companion to Conrad assegura que Patusan era um entreposto pirata em Sarawak. Alguns críticos corroboram essa teoria, e dizem que por suas características a Patusan imaginária poderia se encontrar de fato em Bornéu, mas nunca em Sumatra como alguns sugerem.